# The Halo Effect
The Halo Effect — шведський мелодичний дез-метал гурт, створений колишніми учасниками In Flames. Вони підписані на лейбл Nuclear Blast.

## Історія
The Halo Effect заснували п'ять колишніх учасників шведського метал-гурту In Flames. Йеспер Стромблад був одним із засновників In Flames у 1990 році, а в 1993 році Мікаель Станне (який заснував гурт Dark Tranquillity і залишається єдиним засновником у його складі на сьогодні) працював як сесійний вокаліст на демо-записі In Flames і дебютному альбомі. Ніклас Енгелін і Пітер Іверс приєдналися до In Flames у 1997 році, а Даніель Свенссон приєднався до In Flames у 1998 році після того, як Ніклас Енгелін покинув гурт. Згодом Стрьомблад, Іверс і Свенссон грали разом в In Flames понад 10 років до того моменту, коли Стремблад покинув цей гурт у 2010 році.
The Halo Effect з'явився у 2020 році під час пандемії COVID-19, і, згідно з прес-релізами, мотивуючою ідеєю гурту було повернення до витоків «ґетеборзького звуку» 1990-х років, який став піонером мелодійного дез-металу. Згідно з інтерв'ю Робба Флінна в подкасті No F'n Regrets, назва гурту походить від пісні з альбому Rush Clockwork Angels.
Гурт випустив свій дебютний сингл «Shadowminds» 9 листопада 2021 року напередодні свого дебютного альбому Days of the Lost, який вийшов 12 серпня 2022 року. Щоб підтримати альбом, гурт здійснив тур по Європі та Великобританії з Amon Amarth і Machine Head у вересні та жовтні.
22 листопада 2023 року гурт випустив сингл «The Defiant One».
Другий студійний альбом під назвою «March Of The Unheard» був записаний у 2024 році, і запланований до випуску 10 січня 2025 року.  Перший сингл «Detonate» був випущений 25 вересня 2024 року.

## Склад гурту
Поточний склад
- Ніклас Енгелін — соло-гітара (2021–дотепер)
- Пітер Айверс — бас-гітара (2021–дотепер)
- Мікаель Станне — головний вокал (2021–дотепер)
- Джеспер Стремблад — ритм-гітара (2021–дотепер)
- Даніель Свенссон — ударні (2021–дотепер)

Поточні сесійні учасники
- Патрік Дженсен — ритм-гітара (2022–дотепер)
- Антон Рус — ударні (2023)[9]

## Дискографія

### Студійні альбоми
- Days of the Lost (2022)
- March Of The Unheard (2025)

### Сингли
- «Shadowminds» (2021)
- «Feel What I Believe» (2022)
- «Days of the Lost» (2022)
- «The Needless End» (2022)
- «Path of Fierce Resistance» (2023)
- «The Defiant One» (2023)
- «Become Surrender» (2024)
- «Detonate» (2024)
- «March Of The Unheard» (2024)